# Buttercrambe

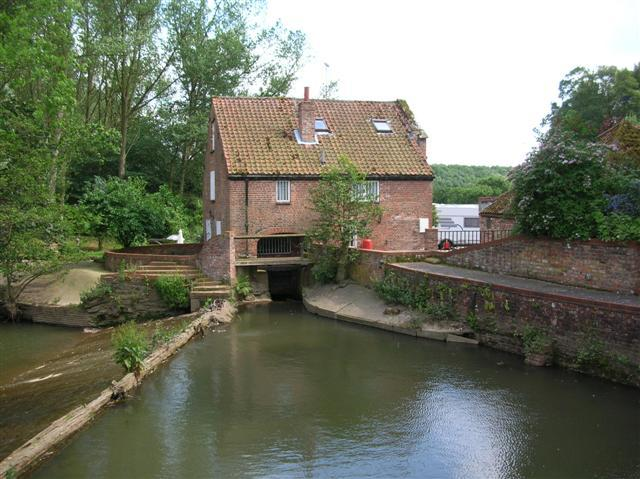
Alte Kornmühle in Buttercrambe

Buttercrambe ist ein kleines Dorf in North Yorkshire in England. Das Dorf liegt etwa 13 Kilometer nordöstlich von York an der Grenze zu East Riding of Yorkshire. Nach der Zählung im Jahre 2001 hat das Dort etwa 100 Einwohner. 
Das Zentrum des Dorfes bilden Aldby Hall und die Kirche St. John the Evangelist. Westlich von Buttercrambe befinden sich die Überreste eines kurzzeitig bestehenden und schnell errichteten römischen Lagers. Es stammt vermutlich aus der Zeit um 51 n.Ch. In Dorfnähe gibt es mit Buttercrambe Castle außerdem eine abgegangene Burg. Es handelte sich möglicherweise um eine mittelalterliche Motte aus dem Jahr 1201. Die Vorburg wurde allerdings so weitgehend umgestaltet, dass eine korrekte Interpretation schwierig ist. Um 1633 diente die Vorburg als Garten.

## Bedeutung für die Englische Vollblut-Zucht

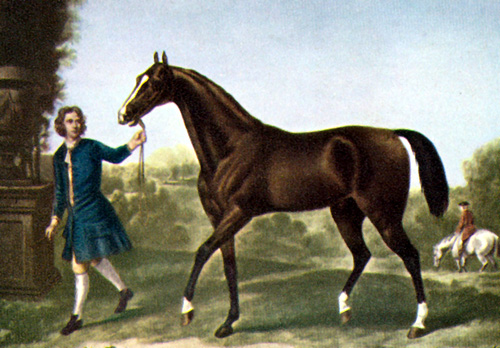
Darley Arabian

Aldby Park, der zum Dorf gehört, war Sitz der Familie Darley. Thomas Darley, ein Mitglied der Familie, der für die Levant Company in Aleppo arbeitete, erwarb dort 1702 den jungen Araber-Hengst Darley Arabian von einem nomadisierenden Beduinenstamm und exportierte ihn 1704 zu seiner Familie auf Aldby Hall. Christopher McGrath nennt dies Transaktion die bedeutsamste Einzeltransaktion in der Geschichte der Pferdezucht. Der Hengst deckte auf Aldby Hall überwiegend die vergleichsweise wenigen Zuchtstuten im Besitz der Familie Darley, von denen einige erfolgreich in Pferderennen liefen. Zum Gründungsvater des Englischen Vollbluts wurde der Hengst jedoch durch zwei Anpaarungen mit der Zuchtstute Betty Leeds im Besitz von Leonard Childers. Flying Childers, der 1714 geborener Hengst aus dieser Anpaarung, gilt als eines der ersten wahren Rennpferde. Die meisten der heutigen Englischen Vollblutpferde gehen jedoch nicht über diesen Hengst auf Darley Arabian zurück, sondern über dessen Vollbruder Bleeding Childers, zu dessen Nachkommen Pferde wie Squirt, Marske, Eclipse und Pot-8-os gehören. Heute gehen 95 Prozent aller lebenden Englischen Vollblüter auf diesen Hengst zurück.